# 穂波西インターチェンジ
穂波西インターチェンジ（ほなみにしインターチェンジ）は、福岡県飯塚市舎利蔵にある八木山バイパスのインターチェンジである。篠栗・福岡方面に対しての出入口しかなく、このICから飯塚市中心部へ向かうことはできない。市西南部へ向かう場合には便利である。

## 道路
- 八木山バイパス

## 付近の道路
- 福岡県道60号飯塚大野城線

## 隣
八木山バイパス
筑穂IC - 穂波西IC - 穂波東IC